# 篮子猫
篮子猫（日语：かご猫，2002年3月8日—2020年3月2日），真名叫大白（日语：シロ），出生于日本岩手县一户农民家庭，其主人在FC2为它设置博客，每日更新，最初风靡于日本国，后因有中国大陆网民在新浪微博设置帐号上传其可爱的照片和视频，被中国网民誉为“猫叔”，成为网络热点事物超级明星猫。2020年3月8日，其主人在博客上透露了它去世的消息，写道“3月2日，小白踏上了向茶虎虎和大灰灰汇合的旅程”。（茶虎虎和大灰灰是先前去世的其它两只猫）

## 概况
篮子猫，现今体重4.5公斤，全长70厘米，属于混合品种。
篮子猫是大脸庞、身体浑圆、眯缝眼，头顶、背脊鹅黄，其他都是雪白，以头顶万物的造型和无忧无虑的生活状态而风靡日本，被日本人誉为“禅宗大师”（Zen Master Cat）和“世界上最知足有闲的猫”（The Most Content and Relaxed Cat），并传到中国大陆。

## 相关作品
2008年，宝岛社，“个猫写真”。

## 代言
“通贩生活”购物网站

## 奖项
2009年，雅虎日本首届“猫咪懒洋洋坐姿大赛”荣获第二名。